# Mistrzostwa Stanów Zjednoczonych w Skokach Narciarskich 2013
Mistrzostwa Stanów Zjednoczonych w Skokach Narciarskich 2013 – zawody o mistrzostwo Stanów Zjednoczonych w skokach narciarskich, rozegrane w Park City i Lake Placid.
W sierpniu rywalizacja rozgrywała się na skoczni HS134 kompleksu Utah Olympic Park Jumps. Najlepszy w konkursie okazał się Mackenzie Boyd-Clowes, który skokiem w drugiej serii ustanowił letni rekord obiektu. Z uwagi reprezentowania Kanady przez Boyd-Clowesa w zawodach tytuł mistrzowski zdobył drugi Nicholas Fairall, który o ponad osiemnaście punktów wyprzedził kolejnego w zestawieniu Nicholasa Alexandra. Brązowy medal w konkursie zdobył Chris Lamb. W konkursie wystartowało 47 zawodników.
W konkursie kobiet, do którego przystąpiło dwanaście skoczkiń zdecydowane zwycięstwo odniosła Sarah Hendrickson, a kolejne miejsca na podium zajęły Jessica Jerome i Lindsey Van.
Na skoczni HS100 kompleksu MacKenzie Intervale Ski Jumping Complex odbyły się konkursy mężczyzn i kobiet; w pierwszym z nich doszło do zamiany miejsc między Fairallem a Alexandrem (ten pierwszy został wicemistrzem kraju, natomiast drugi zdobył złoty medal). Na trzecim miejscu uplasował się Anders Johnson. Wśród kobiet mistrzostwo zdobyła Lindsey Van, druga była Jessica Jerome, a trzecia Alissa Johnson.

## Wyniki

### Mężczyźni
| Msc. | Zawodnik              | Klub  | I seria | II seria | Punkty |
| ---- | --------------------- | ----- | ------- | -------- | ------ |
| –    | Mackenzie Boyd-Clowes | CAN   | 128,0 m | 139,0 m  | 269,6  |
| 1.   | Nicholas Fairall      | USASJ | 125,5 m | 131,5 m  | 260,6  |
| 2.   | Nicholas Alexander    | USASJ | 122,5 m | 124,5 m  | 242,1  |
| 3.   | Chris Lamb            | USASJ | 115,5 m | 121,5 m  | 218,1  |
| 4.   | Michael Glasder       | USASJ | 114,5 m | 120,5 m  | 215,0  |
| 5.   | Anders Johnson        | USASJ | 115,5 m | 118,5 m  | 214,7  |
| 6.   | Alexander Haupt       | USASJ | 112,0 m | 122,5 m  | 211,1  |
| –    | Jean-Charl Pretorius  | CAN   | 110,0 m | 122,0 m  | 208,1  |
| 7.   | Kevin Bickner         | USASJ | 109,5 m | 118,5 m  | 195,9  |
| 8.   | William Rhoads        | USASJ | 108,5 m | 112,0 m  | 187,9  |
| ...  |                       |       |         |          |        |

| Msc. | Zawodnik           | Klub  | I seria | II seria | Punkty |
| ---- | ------------------ | ----- | ------- | -------- | ------ |
| 1.   | Nicholas Alexander | USASJ | 99,0 m  | 99,0 m   | 263,5  |
| 2.   | Nicholas Fairall   | USASJ | 94,0 m  | 92,5 m   | 242,5  |
| 3.   | Anders Johnson     | USASJ | 94,5 m  | 90,5 m   | 242,0  |
| 4.   | Peter Frenette     | USASJ | 91,0 m  | 95,5 m   | 241,0  |
| 5.   | William Rhoads     | USASJ | 92,0 m  | 90,0 m   | 232,5  |
| 5.   | Michael Glasder    | USASJ | 89,0 m  | 93,5 m   | 232,5  |
| –    | Matthew Rowley     | CAN   | 89,0 m  | 92,5 m   | 230,0  |
| 7.   | Brian Wallace      | USASJ | 88,0 m  | 87,0 m   | 213,5  |
| 8.   | Chris Lamb         | USASJ | 84,5 m  | 87,5 m   | 210,0  |
| 9.   | Christian Friberg  | USASJ | 87,5 m  | 83,5 m   | 204,5  |
| ...  |                    |       |         |          |        |

### Kobiety
| Msc. | Zawodniczka        | Klub    | I seria | II seria | Punkty |
| ---- | ------------------ | ------- | ------- | -------- | ------ |
| 1.   | Sarah Hendrickson  | WSJ-USA | 125,5 m | 111,5 m  | 222,1  |
| 2.   | Jessica Jerome     | WSJ-USA | 120,0 m | 111,0 m  | 209,8  |
| 3.   | Lindsey Van        | WSJ-USA | 108,5 m | 104,0 m  | 174,5  |
| 4.   | Nita Englund       | SSWSC   | 114,5 m | 99,5 m   | 172,7  |
| 5.   | Nina Lussi         | WSJ-USA | 105,0 m | 104,0 m  | 167,2  |
| 6.   | Alissa Johnson     | WSJ-USA | 111,5 m | 95,0 m   | 161,7  |
| 7.   | Abby Hughes        | WSJ-USA | 101,0 m | 98,5 m   | 145,1  |
| 8.   | Emilee Anderson    | WSJ-USA | 95,5 m  | 91,0 m   | 116,2  |
| –    | Raven Yip          | CAN     | 100,0 m | 86,0 m   | 114,3  |
| –    | Charlotte Mitchell | CAN     | 94,5 m  | 88,0 m   | 111,5  |
| ...  |                    |         |         |          |        |

| Msc. | Zawodniczka            | Klub                     | I seria | II seria | Punkty |
| ---- | ---------------------- | ------------------------ | ------- | -------- | ------ |
| 1.   | Lindsey Van            | Woman's Ski Jumping Team | 92,0 m  | 96,5 m   | 250,0  |
| 2.   | Jessica Jerome         | Woman's Ski Jumping Team | 86,5 m  | 91,0 m   | 223,5  |
| 3.   | Alissa Johnson         | Woman's Ski Jumping Team | 80,0 m  | 81,5 m   | 185,0  |
| 4.   | Nina Lussi             | Woman's Ski Jumping Team | 80,5 m  | 78,0 m   | 179,5  |
| 5.   | Tara Geraghty-Moats    | Woman's Ski Jumping Team | 84,0 m  | 74,5 m   | 174,5  |
| 6.   | Abby Hughes            | Woman's Ski Jumping Team | 78,5 m  | 77,0 m   | 170,5  |
| 7.   | Nita Englund           | Woman's Ski Jumping Team | 72,0 m  | 79,5 m   | 160,0  |
| 8.   | Jenny Synnøve Hagemoen | Park City Nordic         | 69,5 m  | 78,0 m   | 154,5  |
| –    | Jasmine Sepandj        | Park City Nordic         | 72,0 m  | 69,0 m   | 134,5  |
| 9.   | Emilee Anderson        | Flying Eagles            | 67,5 m  | 68,5 m   | 127,5  |
| ...  |                        |                          |         |          |        |